# Lansing Correctional Facility

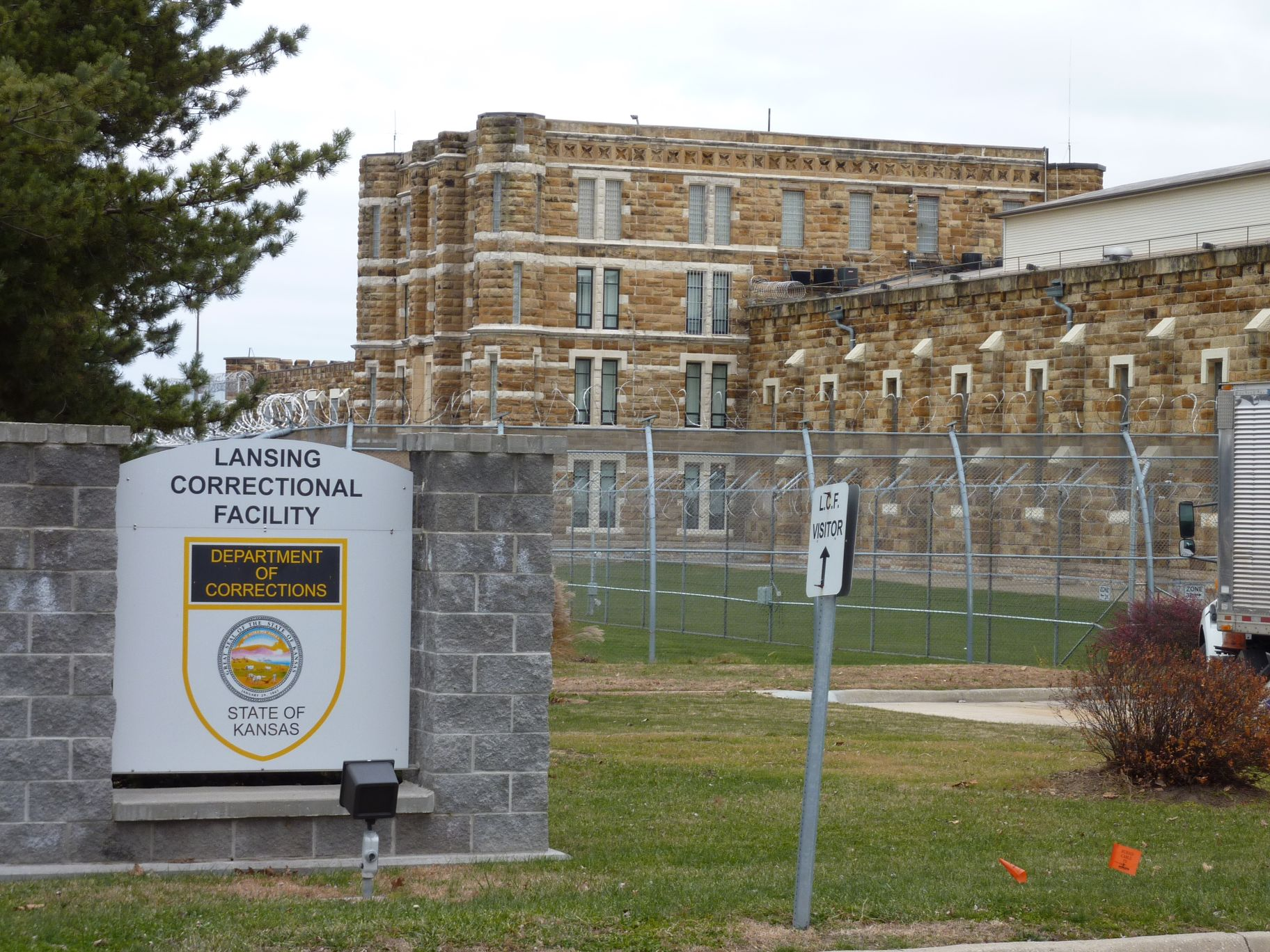
Lansing Correctional Facility

Die Lansing Correctional Facility (LCF) ist ein Staatsgefängnis in Kansas, das von der Behörde Kansas Department of Corrections betrieben wird. LCF liegt in Lansing im Leavenworth County. LCF gehört neben dem Bundesgefängnis Leavenworth, den United States Disciplinary Barracks und der Midwest Joint Regional Correctional Facility in Fort Leavenworth zu den vier bedeutenden Strafanstalten, die einen wichtigen Wirtschaftsfaktor in der Gegend um Leavenworth darstellen.

## Geschichte
Das Gefängnis hieß früher Kansas State Penitentiary (KSP) und wurde in den 1860er Jahren errichtet. 1990 wurde der Name in Lansing Correctional Facility geändert. Die Zellenblöcke waren 1867 fertiggestellt und die ersten Häftlinge wurden 1868 im Juli aufgenommen. Zwischen 1889 und 1909 wurden Insassen aus Oklahoma hier untergebracht. 1896 wurden keine neuen Häftlinge aufgenommen, da sich eine Pockenepidemie in Kansas ausbreitete.

## Einrichtungen
LCF beinhaltet verschiedene Einrichtungen mit unterschiedlichen Sicherheitsstufen.

## Todesstrafe
Bis 1965 wurden in Lansing Delinquenten, die von Bundesgerichten, staatlichen Gerichten oder Militärgerichten zum Tode verurteilt wurden, gehängt. 1994 wurde die Todesstrafe in Kansas wieder eingeführt und beschlossen nur noch mit letaler Injektion hinzurichten. Nach Wiedereinführung der Todesstrafe wurden keine Hinrichtungen mehr durchgeführt (Stand: ?). Lansing ist aber als einziges Gefängnis Kansas’ dafür vorgesehen.

## Bekannte Insassen
- Perry Smith und Dick Hickock wurden 1959 wegen des Mordes an vier Familienmitgliedern der Clutter-Familie verurteilt und 1965 in Lansing gehängt. Durch Truman Capotes Buch Kaltblütig wurde dieser Fall weltberühmt.
- Lowell Lee Andrews, ermordete seine Eltern und wurde später hingerichtet.
- George York und James Latham, Mörder und die letzten hingerichteten Personen in Kansas.
- Rev. Tom Bird, ermordete seine Frau.
- Alvin Francis „Creepy Karpis“ Karpowicz lernte Fred Barker in diesem Gefängnis kennen und gründete mit ihm die Barker-Karpis Gang.
- Harvey Bailey, Kumpane des legendären Machine Gun Kelly.
- Serienmörder Richard Grissom Jr., wegen dreifachen Frauenmordes 1990 verurteilt.
- Serienmörder Francis Donald Nemechek, der vier Frauen und ein Kleinkind ermordet hat.
- Scott Roeder, wegen der Ermordung des Arztes George Tiller im Mai 2009 verurteilt.